# Poço Velho

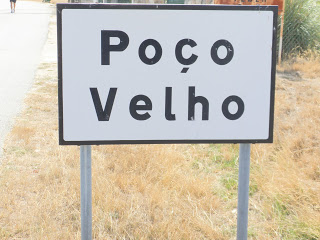
Poço Velho

Situada no norte de Portugal, Poço velho é uma aldeia pertencente ao distrito da Guarda, concelho de Almeida. Foi sede de freguesia extinta, atualmente pertence à freguesia de Nave de Haver. Poço velho data do século XVI (1684 – 1726), segundo os registos do Arquivo Distrital da Guarda. Tem-se conhecimento devido aos livros de Registo de Batismos (1686 - 1726); Registo de Casamentos (1687 - 1723) e Registo de Óbitos (1684 - 1726) que se encontram no Arquivo Nacional / Torre do Tombo. 
Há também registos de manuscritos, endereçados a Maquês de Pombal por parte do bispo de Vilar Maior, antiga diocese de Poço Velho. Nesses mesmos manuscritos são relatados o número de habitantes que residiam nesta mesma aldeia, as famílias e o que era lá produzido, de entre outras coisas. 
São celebradas, em Agosto, as festas em Honra do Santo Padroeiro da aldeia, São João, que trazem as pessoas imigradas de novo à aldeia onde nasceram ou onde têm familiares.

## Invasões Francesas - Poço Velho
No século XIX, Poço Velho volta a aparecer nos registos históricos devido às Invasões Francesas.
A batalha de Fuentes de Oñoro foi travada ao longo de três dias em maio de 1811. Wellington lutou na batalha para evitar Marechal Massena de tomar suprimentos para a fortaleza fronteiriça de Almeida. O primeiro dia da batalha foi travada no povoado de mesmo nome. No entanto, dois dias depois o francês tentou flanquear Wellington por um ataque surpresa contra o flanco esquerdo aliado. O ataque varreu a aldeia de Poço-Velho.
Em seguida, caminhou ao redor da aldeia e uma curta distância para o oeste, a área onde os franceses lançaram o ataque surpresa.
Foi atacada no dia 5 de Maio de 1811.
Havia muita luta e em torno da aldeia de Poço Velho e da divisão de luz fez um movimento não ortodoxo retrógrado em forma de quadrados que se aposentam mantendo os seus agressores com firmeza na baía. Na verdade, todo o centro de Wellington teve de recorrer a ângulos retos para enfrentar a nova ameaça, o flanco direito foi agora recusado. A luta agora caiu em duas seções distintas - o ataque à vila de Fuentes por Drouet de três & Férey de divisões e do assalto no flanco direito com a cavalaria Montbrun seguido por Marchand e infantaria de Mermet.
As divisões francesas a norte foram apenas como uma demonstração e muito pouco aconteceu naquela parte do campo ao longo dos três dias inteiros. Na confusão, o capitão Norman Ramsey com duas armas de cavalo envolveu-se com os dragões franceses e Chasseurs e, por um momento, foram cortadas a partir da linha principal.
Na madrugada de 5 de maio, o francês golpeou duro no setor mais fraco da linha aliada, a ala recém-formada direita. A manhã foi novamente nebulosa; Sanchez foi surpreendido e encaminhado para Nave de Haver. A cavalaria britânica havia voltado para Poço Velho (Placa 2I).
A Infantaria francesa em vigor atacou o aliado da 7ª Divisão  e rapidamente expulsou os dois batalhões postados em Poço Velho. Estas unidades desordenadas aposentaram-se  noutros sete batalhões da divisão mais a oeste.
A  infantaria Francesa. e cavalaria perseguiu.
As tropas francesas defrontaram-se com o exército anglo-luso em Poço-velho, mas Massena deu conta que havia uma “brecha” na parte direita do exército anglo-luso. Wellington também deu conta e decidiu reforçar essa parte da defesa. Quando Massena se ia defrontar com o exército bateu em retirada, porque mesmo com mais soldados do que o exército anglo-luso, possuía um menor número de peças de artilharia.
Poço-Velho ficou devastado pelo ataque.

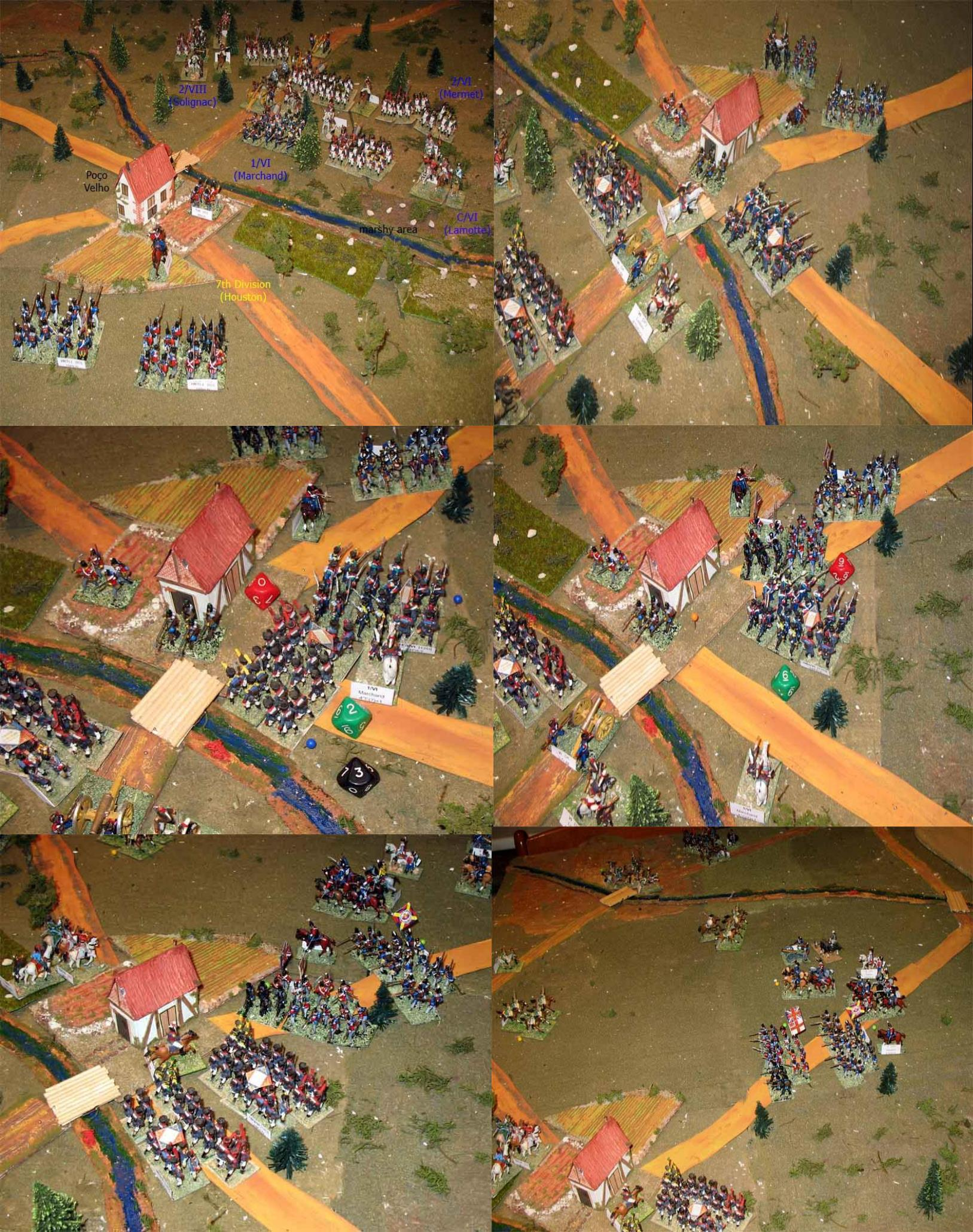
Maquete Batalha 5 Maio 1811
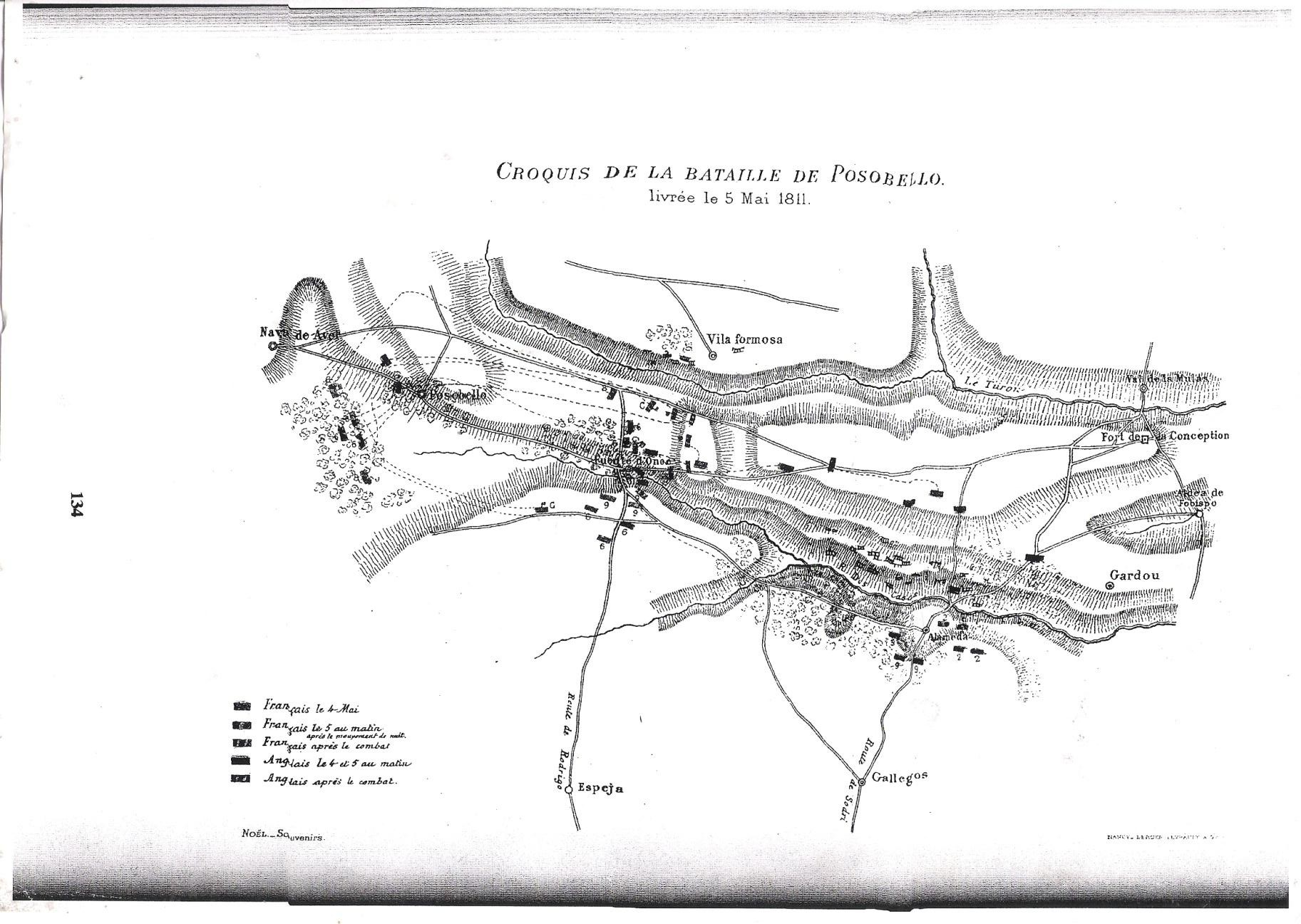
Mapa Batalha Poço Velho (Francês)
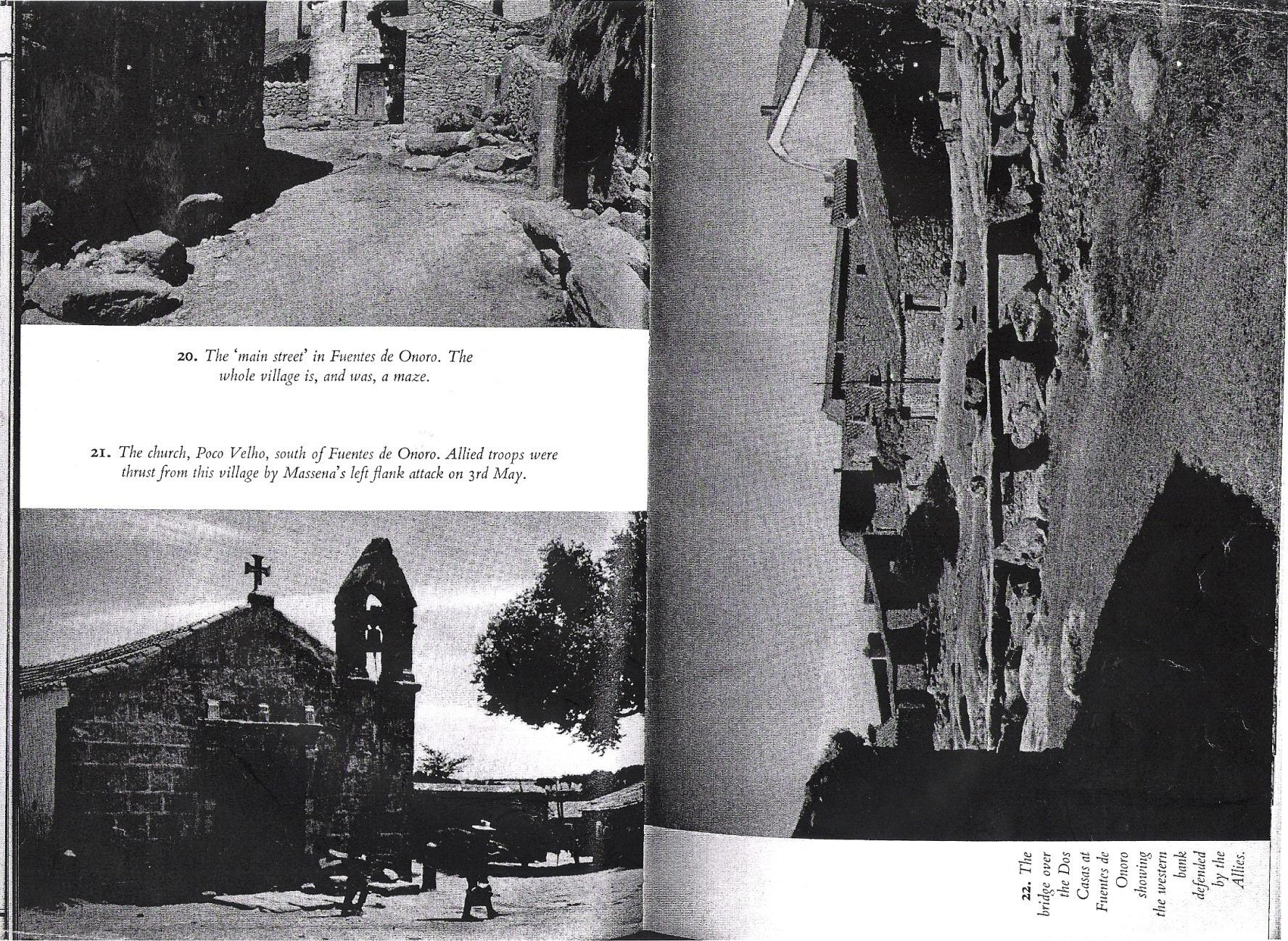
Páginas Livro: The Peninsular War - Referência a Poço Velho

## Torre
A Capela “Sorte da Torre” já é datada do Séc.XIV , estava entre Portugal e Espanha e tem uma história muito longa até á data das Invasões.
Porém nas Invasões Francesas a Capela ”Sorte da Torre” foi destruída. Os franceses colocaram uma bomba na torre e explodiu. Ainda hoje se encontram vestígios da mesma, como: Pedras da Parede e Alicerces.

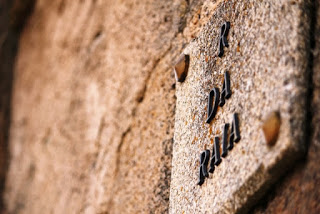
Rua da Torre